# Eliezer Cohen

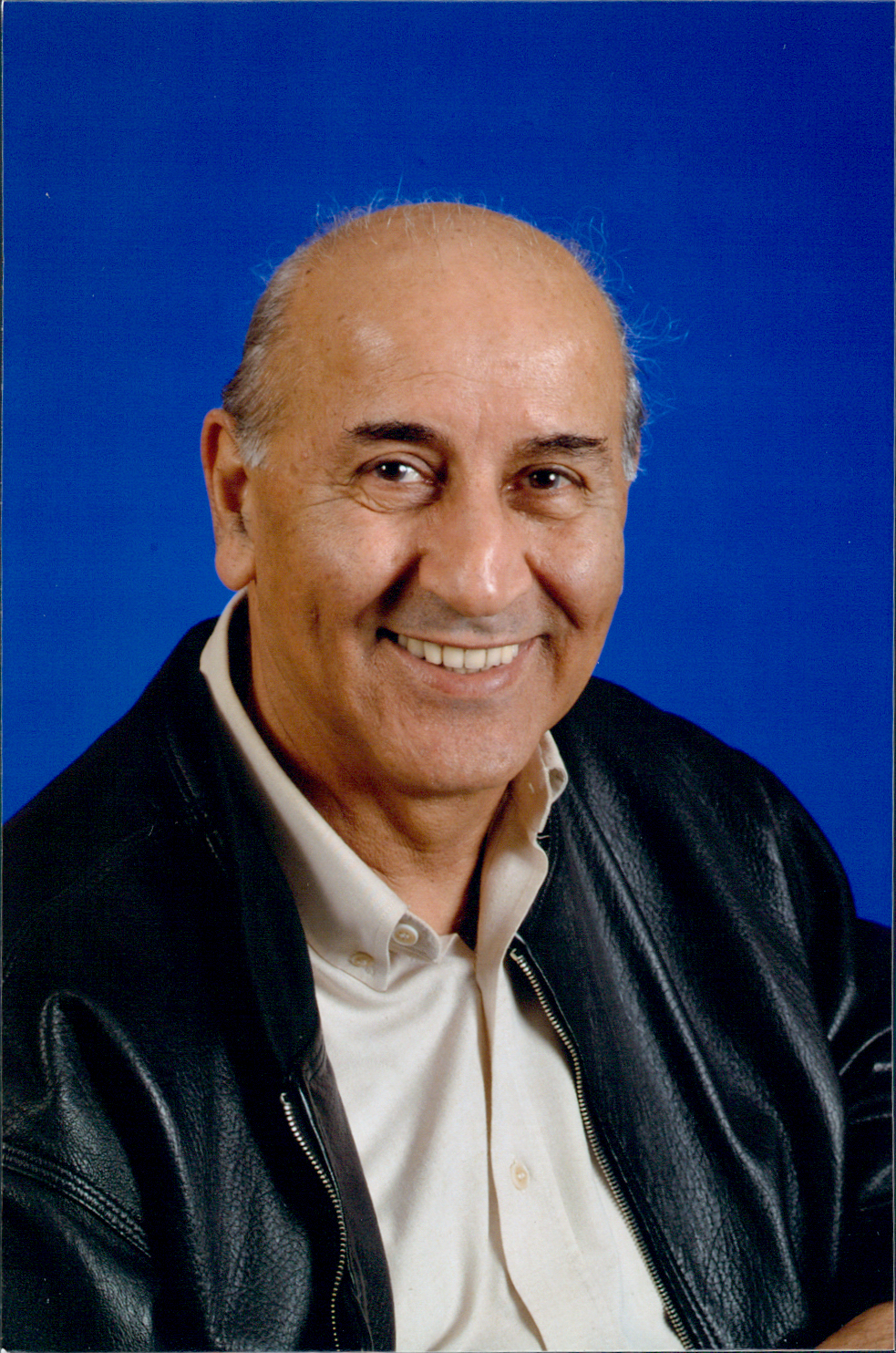
Eliezer Cohen

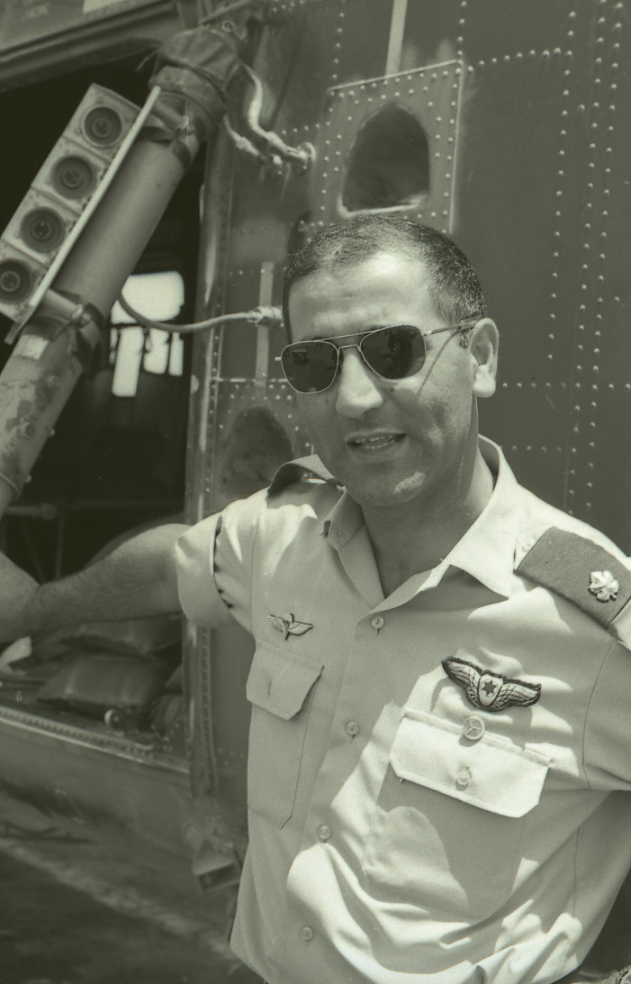
Eliezer Cohen als Hubschrauberpilot im Jahr 1967

Eliezer Cohen (hebräisch אליעזר כהן‎; * 18. Juni 1934 in Jerusalem) ist ein israelischer Politiker der Partei Jisra’el Beitenu die Teil des rechtsgerichteten Parteienbündnisses Nationale Union ist. Von 1999 bis 2006 war Cohen Mitglied der Knesset. Zu den Wahlen von 2006 ließ er sich nicht mehr aufstellen. Er war Mitglied in den Ausschüssen für Verfassung, Recht und Justiz, für Frauenrechte, Wissenschaft und Technologie sowie für Wasserversorgung.
Ein Studium an der Universität Tel Aviv absolvierte er mit dem Master of Arts und wurde später Pilot und Kommandant der israelischen Luftwaffe. 1974 ging er als Oberst in den Ruhestand. Zwischen 1977 und 1978 war er Mitglied der Demokratischen Bewegung für den Wandel, eine kurzlebige Kleinpartei, in der sich ehemalige Mitglieder des Likud, der Labour Party als auch anderer Parteien zusammenschlossen. Im Jahr 1990 veröffentlichte er ein Buch über die Geschichte der israelischen Luftwaffe mit dem Titel The Sky is Not the Limit. Das Buch erschien später auch in den USA, Großbritannien und China.